# Jackson Rhoads
La Jackson Randy Rhoads è un modello di chitarra elettrica prodotto dalla Jackson Guitars e disegnato dal chitarrista Randy Rhoads. Questa chitarra è diventata uno dei modelli simbolo della scena heavy metal.

## Biografia
Grover Jackson comprò il marchio Charvel nel 1978. Nel 1980 conobbe Randy Rhoads, chitarrista del nuovo progetto solista di Ozzy Osbourne che da poco aveva lasciato i Quiet Riot. Rhoads venne a contatto con Jackson, dopo che l'anno precedente si era rivolto ad un dipendente della Charvel, tale Karl Sandoval, per la costruzione di una chitarra sullo stile della Gibson Flying V, ma con uno sfondo nero a pallini bianchi. Questa chitarra custom era stata chiamata "Polka Dot V", e Rhoads aveva già iniziato ad usarla nel 1979 durante l'ultimo periodo nei Quiet Riot.
Rhoads questa volta di rivolse direttamente a Grover Jackson per farsi costruire un'altra chitarra personalizzata e gli diede il progetto per la costruzione di un modello dalla forma a "V" dal colore bianco, ispirato, come il precedente, alla celebre Gibson Flying V, ma in questo caso con le punte asimmetriche ed acuminate. La chitarra venne ribattezzata "Concorde".
Prudente nello stampare il marchio Charvel ormai già avviato, Grover Jackson incise il marchio Jackson su questo modello così estremo e rivoluzionario, nel caso questo non avesse dovuto ottenere successo. In questo modo Grover Jackson avviò la casa Jackson, nata quindi in origine come marchio secondario, che nel caso fosse stato un flop, non avrebbe rovinato la reputazione della Charvel.
Rhoads successivamente ne richiese altri tre modelli, dove su sua richiesta, vennero variate alcune caratteristiche tecniche. Grazie al grande successo del chitarrista che all'epoca suonava nella band di Ozzy Osbourne, dove egli si esibiva con questa particolare chitarra, si presentarono a Jackson diverse richieste per la produzione e l'acquisto del modello.
Randy Rhoads morì il 19 marzo del 1982 in un incidente aereo a Leesburg, Florida.
Proprio in questo periodo, le due chitarre da lui richieste erano ancora in fase di costruzione. Uno di questi modelli venne poi venduto ad uno stand della Charvel/Jackson nello stesso 1982, mentre l'altro modello rimase incompleto nelle mani di Grover Jackson fino al 1998, quando un collezionista lo pagò per completarla e vendergliela.
La Charvel/Jackson decise così di mettere sul mercato il modello progettato dal chitarrista partendo dal 1983, a seguito di numerose richieste, ribattezzandolo "Jackson Randy Rhoads".
Inaspettatamente, questa nuova chitarra (che fu per altro la prima con cui debuttò la stessa Jackson), ottenne un successo enorme, diventando il modello di punta della casa produttrice, e ancora oggi rimane il più venduto tra tutti.
Durante gli anni vennero fatte diverse modifiche alla chitarra: più avanti venne introdotto il ponte mobile e successivamente venne incluso il sistema Floyd Rose.

## Modelli
Tutti i modelli sono a 22 tasti, tranne la serie RR24 e JS30RR/JS32RR, a 24 tasti.

### USA Select Series (Made in USA)
- RR1: Le caratteristiche sono variate molto nel corso degli anni di produzione, ma attualmente è neck-thru con tastiera in ebano. Segnatasti a dente di squalo in madreperla, pickup Seymour Duncan JB/Jazz, ponte Floyd Rose Original.
- RR1T: Identica alla RR1 se non per il ponte, in questa versione fisso.
- RR2: Costruita negli USA. Manico avvitato, tastiera in ebano senza binding e senza segnatasti (pallini sul lato del manico), ponte Jackson JT580LP. Pickup Kent Armstrong JJB-0 bridge, JP-11 neck. Costruita negli anni 1996-1997.

### Professional Series (Made in Japan)
- Randy Rhoads Pro: Neck-thru, segnatasti a dente di squalo in madreperla, tastiera in ebano con binding, pick-up Jackson J50M e J50N, ponte Jackson J590 (prodotto da Schaller). Prodotta dal 1990 al 1995. Considerata il modello di punta della produzione giapponese dell'epoca, tanto da competere con la RR1 originale, in quanto più economica ma identica nei dettagli e nella costruzione.
- Randy Rhoads Standard (Std): Neck-thru, segnatasti a pallini, tastiera in palissandro, pick-up Jackson J50M e J50N, ponte Jackson J580LP. Prodotta dal 1993 al 1995.
- Randy Rhoads EX: manico bolt-on, segnatasti a pallini, tastiera in palissandro, pick-up Jackson J50M e J50N, ponte Jackson J580. Prodotta dal 1992 al 1995.

### Pro Series (Made in Japan)
- RR3: Manico avvitato, segnatasti a dente di squalo, tastiera in palissandro, pick-up Seymour Duncan JB/Jazz, ponte Jackson.
- RR4: Manico avvitato, segnatasti a pallini, tastiera in palissandro, pick-up Jackson, ponte fisso.
- RR5: Neck-thru, segnatasti a dente di squalo, tastiera in palissandro, pick-up Seymour Duncan JB/Jazz, ponte fisso.
- RR5FR: Versione con Jackson Floyd Rose della RR5.
- RR24: Neck-thru, segnatasti a dente di squalo, tastiera in ebano a 24 tasti, 1 solo pick-up al ponte EMG81, ponte Floyd Rose Original. Sostanzialmente la copia della ESP Alexi Laiho.
- RR24 Limited: Come la RR24 ma con sharkfin reverse e binding su tastiera e paletta.
- RR24M: Come la RR24 ma con tastiera in acero, binding in plastica nera e segnatasti a dente di squalo neri, sempre in plastica.

### Pro Series Artist Signature (Made in Japan)
- RR Kevin Bond signature
- RR Mathew "Matt" Tuck Signature

### Concept Series (Made in Japan)
- JRR94: Versione prodotta solo da fine 1993 a tutto il 1994. Manico avvitato, segnatasti a pallini, tastiera in palissandro, ponte fisso Jackson JB390, pick-up Jackson J65B/J65N.

### Performer Series (Made in Korea/Japan)
- PS3T: Manico avvitato, segnatasti a pallini, tastiera in palissandro, pick-up Jackson (?), ponte fisso
- PS3: Come sopra ma con ponte tremolo Jackson Floyd Rose.

### X Series (Made in Japan)
- RX10D: Versione a basso costo della Randy Rhoads. Manico avvitato, segnatasti a dente di squalo, tastiera in palissandro, ponte Jackson, pick-up Duncan Designed HB103B/HB103N. Nel 2001 è stata prodotta in India. La produzione è stata successivamente trasferita in Giappone.

### JS Series (Made in India)
- JS30RR: Versione economica della Randy Rhoads. Manico avvitato, segnatasti a pallini, tastiera in palissandro, 24 tasti. Ponte fisso Jackson, pick-up Jackson.
- JS32RR-T: Versione economica della Randy Rhoads. Manico avvitato, segnatasti a dente di squalo, tastiera in palissandro, 24 tasti. Ponte fisso Jackson, pick-up Jackson.
- JS32RR FR: Come sopra ma con Jackson Floyd Rose.

## Alcuni endorser
- Randy Rhoads (Quiet Riot, Ozzy Osbourne)
- Kirk Hammett (Metallica)
- Marty Friedman (Megadeth)
- Dave Mustaine (Megadeth)
- Kevin Bond (Superjoint Ritual)
- Kai Hansen (Helloween, Gamma Ray)
- Matthew Tuck (Bullet for My Valentine)
- Oscar Dronjak (Hammerfall)
- Alexi Laiho (Children of Bodom)
- Zakk Wylde (Ozzy Osbourne, Black Label Society)
- Roope Latvala (Children of Bodom)
- Steve Volta (Perpetual Fire)
- Mille Petrozza (Kreator)